# Gran Premio di superbike di Brno 1993
Il Gran Premio di Superbike di Brno 1993 è stata la sesta prova su tredici del Campionato mondiale Superbike 1993, è stato disputato il 18 luglio sul Circuito di Brno e ha visto la vittoria di Carl Fogarty in gara 1, mentre la gara 2 è stata vinta da Scott Russell.
Si tratta della prima volta che il campionato mondiale Superbike viene ospitato in Repubblica Ceca.

## Risultati

### Gara 1

#### Arrivati al traguardo[3]
| Pos. | Nº | Pilota               | Motocicletta | Tempo     | Griglia | Punti |
| ---- | -- | -------------------- | ------------ | --------- | ------- | ----- |
| 1º   | 4  | Carl Fogarty         | Ducati       | 38:19.360 | 1º      | 20    |
| 2º   | 11 | Scott Russell        | Kawasaki     | +0:02.090 | 2º      | 17    |
| 3º   | 6  | Aaron Slight         | Kawasaki     | +0:14.860 | 3º      | 15    |
| 4º   | 5  | Fabrizio Pirovano    | Yamaha       | +0:27.670 | 4º      | 13    |
| 5º   | 9  | Giancarlo Falappa    | Ducati       | +0:27.740 | 5º      | 11    |
| 6º   | 34 | Mauro Lucchiari      | Ducati       | +0:36.220 | 6º      | 10    |
| 7º   | 10 | Piergiorgio Bontempi | Kawasaki     | +0:38.820 | 10º     | 9     |
| 8º   | 88 | Edwin Weibel         | Ducati       | +0:48.630 | 7º      | 8     |
| 9º   | 32 | Terry Rymer          | Yamaha       | +0:57.680 | 8º      | 7     |
| 10º  | 7  | Stéphane Mertens     | Ducati       | +1:01.580 | 11º     | 6     |
| 11º  | 19 | Andreas Hofmann      | Kawasaki     | +1:01.780 | 16º     | 5     |
| 12º  | 17 | Baldassarre Monti    | Yamaha       | +1:02.050 | 12º     | 4     |
| 13º  | 70 | Aldeo Presciutti     | Ducati       | +1:09.100 | 15º     | 3     |
| 14º  | 20 | Jeffry de Vries      | Yamaha       | +1:09.700 | 22º     | 2     |
| 15º  | 30 | Ernst Gschwender     | Kawasaki     | +1:24.070 | 19º     | 1     |
| 16º  | 52 | Bernhard Schick      | Ducati       | +1:24.900 | 26º     |       |
| 17º  | 23 | Fabrizio Furlan      | Kawasaki     | +1:30.920 | 24º     |       |
| 18º  | 80 | Thierry Rogier       | Ducati       | +1:32.810 | 28º     |       |
| 19º  | 86 | Marcel Kellenberger  | Kawasaki     | +1:32.830 | 20º     |       |
| 20º  | 82 | Christy Rebuttini    | Ducati       | +1:36.500 | 27º     |       |
| 21º  | 54 | Tripp Nobles         | Honda        | +1:48.780 | 23º     |       |
| 22º  | 61 | Mauro Mastrelli      | Yamaha       | +2:02.670 | 29º     |       |
| 23º  | 84 | Petr Šalé            | Ducati       | +2:12.290 | 31º     |       |
| 24º  | 73 | Pedro Baptista       | Yamaha       | +1 giro   | 33º     |       |
| 25º  | 62 | Roberto Biagioli     | Kawasaki     | +1 giro   | 34º     |       |

#### Ritirati
| Nº | Pilota             | Motocicletta | Giri     | Griglia |
| -- | ------------------ | ------------ | -------- | ------- |
| 99 | Jean-Marc Delétang | Yamaha       | +5 giri  | 17º     |
| 81 | Marian Troliga     | Kawasaki     | +7 giri  | 35º     |
| 27 | Fred Merkel        | Ducati       | +9 giri  | 9º      |
| 56 | Karl Truchsess     | Kawasaki     | +10 giri | 13º     |
| 97 | Philippe Mouchet   | Ducati       | +13 giri | 18º     |
| 90 | Peter Bührer       | Kawasaki     | +15 giri | 36º     |
| 14 | Christer Lindholm  | Yamaha       | +16 giri | 14º     |
| 48 | Franz Pfefferkorn  | Kawasaki     | +17 giri | 32º     |
| 40 | Udo Mark           | Yamaha       | +18 giri | 21º     |
| 67 | Jean-Louis Tranois | Yamaha       | +18 giri | 30º     |
| 26 | Árpád Harmati      | Yamaha       | +18 giri | 25º     |

### Gara 2

#### Arrivati al traguardo[4]
| Pos. | Nº | Pilota               | Motocicletta | Tempo     | Griglia | Punti |
| ---- | -- | -------------------- | ------------ | --------- | ------- | ----- |
| 1º   | 11 | Scott Russell        | Kawasaki     | 38:17.300 | 2º      | 20    |
| 2º   | 4  | Carl Fogarty         | Ducati       | +0:07.070 | 1º      | 17    |
| 3º   | 7  | Stéphane Mertens     | Ducati       | +0:46.970 | 11º     | 15    |
| 4º   | 5  | Fabrizio Pirovano    | Yamaha       | +0:48.760 | 4º      | 13    |
| 5º   | 27 | Fred Merkel          | Ducati       | +0:48.950 | 9º      | 11    |
| 6º   | 10 | Piergiorgio Bontempi | Kawasaki     | +0:55.530 | 10º     | 10    |
| 7º   | 14 | Christer Lindholm    | Yamaha       | +1:01.870 | 14º     | 9     |
| 8º   | 20 | Jeffry de Vries      | Yamaha       | +1:03.720 | 22º     | 8     |
| 9º   | 70 | Aldeo Presciutti     | Ducati       | +1:06.240 | 15º     | 7     |
| 10º  | 19 | Andreas Hofmann      | Kawasaki     | +1:06.250 | 16º     | 6     |
| 11º  | 52 | Bernhard Schick      | Ducati       | +1:09.220 | 26º     | 5     |
| 12º  | 99 | Jean-Marc Delétang   | Yamaha       | +1:10.290 | 17º     | 4     |
| 13º  | 54 | Tripp Nobles         | Honda        | +1:13.410 | 23º     | 3     |
| 14º  | 30 | Ernst Gschwender     | Kawasaki     | +1:14.260 | 19º     | 2     |
| 15º  | 86 | Marcel Kellenberger  | Kawasaki     | +1:28.140 | 20º     | 1     |
| 16º  | 23 | Fabrizio Furlan      | Kawasaki     | +1:30.500 | 24º     |       |
| 17º  | 82 | Christy Rebuttini    | Ducati       | +1:36.660 | 27º     |       |
| 18º  | 84 | Petr Šalé            | Ducati       | +1 giro   | 31º     |       |
| 19º  | 73 | Pedro Baptista       | Yamaha       | +1 giro   | 33º     |       |
| 20º  | 62 | Roberto Biagioli     | Kawasaki     | +1 giro   | 34º     |       |
| 21º  | 90 | Peter Bührer         | Kawasaki     | +1 giro   | 36º     |       |

#### Ritirati
| Nº | Pilota            | Motocicletta | Giri     | Griglia |
| -- | ----------------- | ------------ | -------- | ------- |
| 80 | Thierry Rogier    | Ducati       | +1 giro  | 28º     |
| 88 | Edwin Weibel      | Ducati       | +5 giri  | 7º      |
| 34 | Mauro Lucchiari   | Ducati       | +8 giri  | 6º      |
| 32 | Terry Rymer       | Yamaha       | +10 giri | 8º      |
| 9  | Giancarlo Falappa | Ducati       | +12 giri | 5º      |
| 6  | Aaron Slight      | Kawasaki     | +12 giri | 3º      |
| 81 | Marian Troliga    | Kawasaki     | +13 giri | 35º     |
| 61 | Mauro Mastrelli   | Yamaha       | +15 giri | 29º     |
| 48 | Franz Pfefferkorn | Kawasaki     | +15 giri | 32º     |
| 56 | Karl Truchsess    | Kawasaki     | +16 giri | 13º     |
| 17 | Baldassarre Monti | Yamaha       | +17 giri | 12º     |
| 97 | Philippe Mouchet  | Ducati       | +18 giri | 18º     |